# Pták roku (Česko)
Pták roku je kampaň vyhlašovaná výborem České společnosti ornitologické (ČSO). Její náplní je každý rok vybrat zajímavý ptačí druh žijící na území České republiky a přiblížit informace o něm a upozornit či upoutat pozornost široké veřejnosti na přírodu a zejména ptactvo jako takové.
Kampaň se pořádá již od roku 1992, kdy se Ptákem roku stala vlaštovka obecná (Hirundo rustica). Kampaň doprovází více akcí. Jako součást kampaně je vydání brožury, kde jsou informace o daném ptáku. Článek o ptáku roku vychází i v časopise Ptačí svět, který vydává ČSO.
Podobné akce probíhají i v jiných zemích.

## Seznam ptáků roku
| Rok  | Český název          | Binomické jméno         | Obrázek |
| ---- | -------------------- | ----------------------- | ------- |
| 1992 | vlaštovka obecná     | Hirundo rustica         |         |
| 1993 | rehek zahradní       | Phoenicurus phoenicurus |         |
| 1994 | čáp bílý             | Ciconia ciconia         |         |
| 1995 | čejka chocholatá     | Vanellus vanellus       |         |
| 1996 | ťuhýk obecný         | Lanius collurio         |         |
| 1997 | sova pálená          | Tyto alba               |         |
| 1998 | koroptev polní       | Perdix perdix           |         |
| 1999 | konipas bílý         | Motacilla alba          |         |
| 2000 | ledňáček říční       | Alcedo atthis           |         |
| 2001 | kavka obecná         | Corvus monedula         |         |
| 2002 | poštolka obecná      | Falco tinnunculus       |         |
| 2003 | vrabec domácí        | Passer domesticus       |         |
| 2004 | rorýs obecný         | Apus apus               |         |
| 2005 | skřivan polní        | Alauda arvensis         |         |
| 2006 | orel mořský          | Haliaeetus albicilla    |         |
| 2007 | slavík obecný        | Luscinia megarhynchos   |         |
| 2008 | racek chechtavý      | Larus ridibundus        |         |
| 2009 | skorec vodní         | Cinclus cinclus         |         |
| 2010 | kukačka obecná       | Cuculus canorus         |         |
| 2011 | strnad obecný        | Emberiza citrinella     |         |
| 2012 | tetřev hlušec        | Tetrao urogallus        |         |
| 2013 | břehule říční        | Riparia riparia         |         |
| 2014 | čáp bílý (ex aequo)  | Ciconia ciconia         |         |
| 2014 | čáp černý (ex aequo) | Ciconia nigra           |         |
| 2015 | potápka černokrká    | Podiceps nigricollis    |         |
| 2016 | červenka obecná      | Erithacus rubecula      |         |
| 2017 | datel černý          | Dryocopus martius       |         |
| 2018 | sýček obecný         | Athene noctua           |         |
| 2019 | hrdlička divoká      | Streptopelia turtur     |         |
| 2020 | jiřička obecná       | Delichon urbicum        |         |
| 2021 | káně lesní           | Buteo buteo             |         |
| 2022 | zvonek zelený        | Chloris chloris         |         |
| 2023 | polák velký          | Aythya ferina           |         |
| 2024 | rehek domácí         | Phoenicurus ochruros    |         |
| 2025 | konipas horský       | Motacilla cinerea       |         |